# Аракчеев, Виктор Александрович
Ви́ктор Алекса́ндрович Аракче́ев (февраль 1930, Ленинград — 1975) — советский футболист, нападающий, тренер. Мастер спорта СССР.

## Биография
В 1947 году окончил технологическое отделение Индустриального техникума по специальности техник-технолог.
В 1950—1952 годах провёл два матча в составе ленинградского «Зенита» в чемпионате СССР. 23 августа 1950 был заменён в домашнем матче с ВВС (0:4), 7 сентября 1952 в домашнем матче против «Динамо» Тбилиси (1:2) вышел на замену. В 1957 году в классе «Б» сыграл 30 матчей, забил 6 мячей за ленинградский «Авангард», в следующем году за команду, переименованную в «Адмиралтеец», в классе «А» сыграл 8 матчей. В 1960—1961 годах в классе «Б» выступал за новгородский «Ильмень».
В 1961—1962 годах — тренер «Тралфлотовца» Мурманск, в августе 1962—1964 — старший тренер команды.
Скончался в 1975 году.